# Giudici e Strada
La Giudici e Strada è stata una casa editrice musicale torinese attiva tra metà Ottocento e primo quarto del Novecento.

## Storia
La casa editrice fu fondata nel 1858 da Giovanni Battista Giudici e Achille Strada. Dopo un periodo di apprendistato come incisori presso Casa Ricordi, probabilmente per motivi politici in seguito alla Rivolta di Milano del 1853, i due si trasferirono a Torino; lì cominciarono a lavorare con gli editori Racca e Balegno e nel 1859 ne rilevarono l’attività. Nacque così la casa editrice musicale che, come aveva fatto Ricordi a Milano, avviò relazioni con molti compositori che all'epoca godevano di popolarità: tra questi Lauro Rossi, Serafino Amedeo De Ferrari, Errico Petrella, Antonio Cagnoni e Friedrich von Flotow. Giudici e Strada acquisirono i diritti di molte opere e nel 1890, dopo la morte di entrambi i soci, sulla rivista Paganini di Genova fu pubblicato l'elenco costituito da «62 spartiti, proprietà generale ed esclusiva, nonché di una ventina di operette comiche di celebri autori (Lecocq, Lacombe, Planquette, Marenco, De Lajarte, ecc.) e di 26 balli teatrali».
Successivamente alla guida della casa editrice subentrarono prima Ignazio Cazzaniga, che aveva già collaborato con Achille Strada figlio nel 1891, poi Arturo Demarchi nel 1893 con la ragione sociale «Premiato Stabilimento Musicale Giudici & Strada di Arturo Demarchi» e Paolo Mariani nel 1899 che trasferì la sede a Milano e affiancò l'attività editoriale a quella di impresario teatrale.
Con il nuovo secolo l’attività divenne sempre meno redditizia e nel 1909 a Milano fu costituita una società anonima che rilevava tutti i diritti e le opere musicali già di proprietà delle ditte Giudici & Strada, Demarchi, Tedeschi, Trebbi e Mariani. A quella data il catalogo era costituito da 22.000 numeri editoriali.
La società giunse ben presto al fallimento anche a causa dello scoppio della prima guerra mondiale e nel 1914 l'archivio della casa editrice fu acquisito dalla Banca Cattolica di Parma, che aveva precedentemente concesso un prestito. Nel 1928 la Banca donò l'archivio alla biblioteca dell’allora Liceo Musicale di Piacenza, oggi Conservatorio Giuseppe Nicolini di Piacenza. La particolarità di questo archivio consiste nel fatto che le opere conservate non sono le edizioni prodotte per la diffusione e la vendita, ma l’archivio destinato al noleggio per i Teatri; comprende quindi manoscritti autografi, parti, materiale d'orchestra manoscritto e a stampa.